# Rodriguezia batemanii
Rodriguezia batemanii är en orkidéart som beskrevs av Eduard Friedrich Poeppig och Stephan Ladislaus Endlicher. Rodriguezia batemanii ingår i släktet Rodriguezia och familjen orkidéer. Inga underarter finns listade i Catalogue of Life.